# Constitution de la Barbade
Pour un article plus général, voir Politique à la Barbade.
Lire en ligne

Consulter

La Constitution de la Barbade est la loi fondamentale de l'État barbadien. La Constitution, qui est entrée en vigueur en 1966, a été modifiée à plusieurs reprises en 1974, 1978, 1990, 1992, 1995, 2002, 2003 et 2021.

## Histoire

### Révisions constitutionnelles

#### Révision constitutionnelle de 2021
Le 20 septembre, le gouvernement introduit un amendement constitutionnel supprimant de la Constitution toutes les références à la monarchie pour les remplacer par des éléments républicains, et instaurant l'élection au suffrage indirect du président de la Barbade. L'amendement est voté à l'unanimité à l'Assemblée le 28 septembre, puis au Sénat le 6 octobre, pour un passage à la république le 30 novembre 2021,.

## Structure

### Chapitre 4: le Gouverneur général
Les pouvoirs du Gouverneur général de la Barbade sont inscrits dans ce chapitre 4.

### Chapitre 5: le Parlement

#### Composition
Le Parlement de la Barbade est bicaméral. Il est donc composé de deux chambres, d'une part une chambre basse, l'Assemblée de la Barbade et d'autre part une chambre haute, le Sénat.

## Sources

## Compléments